# Tour de l'Horloge de Gradačac
Pour les articles homonymes, voir Tour de l'Horloge.
La tour de l'Horloge est située en Bosnie-Herzégovine, sur le territoire de la ville de Gradačac et dans la municipalité de Gradačac. Construite en 1824 pendant la période ottomane, elle est inscrite sur la liste des monuments nationaux de Bosnie-Herzégovine en même temps que l'ensemble de la forteresse dans laquelle elle se trouve.